# Мамошинская волость
Мамошинская волость — волость в составе Рузского и Воскресенского уездов Московской губернии. Существовала до 1929 года. Центром волости было село Рождественно (Рождественское).
По данным 1919 года в Мамошинской волости Рузского уезда было 29 сельсоветов: Агафоновский, Андрейковский, Антоновский, Бельский, Буланинский, Верхне-Слядневский, Горковский, Гребеньковский, Давыдковский, Деньковский, Ивойловский, Козловский, Колпаковский, Лысковский, Мамошинский, Марьинский, Надеждинский, Нижне-Слядневский, Новинский, Ново-Рождественский, Подольский, Покровский, Рождественский, Скирмановский, Сычевский, Успенский, Шапковский, Шиловский, Щелкановский.
9 марта 1921 года Мамошинская волость была передана в новообразованный Воскресенский уезд.
По данным 1921 года в Мамошинской волости было 13 сельсоветов: Андрейковский, Бельский, Буланинский, Давыдковский, Деньковский, Ивойловский, Козловский, Покровский, Рождественский, Скирмановский, Шапковский, Шиловский, Щелкановский.
В 1922 году Буланинский с/с был переименован в Мамошинский.
В 1924 году Андрейковский с/с был присоединён к Рождественскому, Бельский — к Мамошинскому, Давыдковский и Шапковский — к Деньковскому, Ивойловский и Скирмановский — к Козловскому, Щелкановский — к Шиловскому.
В 1927 году Андрейковский, Бельский, Давыдковский, Ивойловский, Скирмановский, Шапковский и Щелкановский с/с были восстановлены. Тогда же из части Покровского с/с был образован Новинский с/с, а из Шиловского — Городищенский и Сычевский.
В 1929 году Козловский с/с был переименован в Верхне-Слядневский.
В ходе реформы административно-территориального деления СССР в 1929 году Мамошинская волость была упразднена, а её территория передана в состав образованного Новопетровского района Московского округа Московской области.